# Алесандро Торлония
Алесандро Рафаеле Торлония – италиански благородник от фамилия Торлония. Втори принц на Чивитела-Чези, и син на Джовани Торлония, първи принц ди Чивитела-Чези (1754 – 1829).

## Биография
Роден в Рим на 1 януари 1800 година. Оженва се за принцеса Тереза Колона в Рим на 16 юли 1840. Имат две деца:
- Анна-Мария (1855 – 1901), която през 1872 г. се омъжва за Джулио Боргезе (1847 – 1914);
- Джована-Каролина (1856 – 1875).

Алесандро Торлония умира в Рим на 7 февруари 1886. След смъртта му, титлата принц на Чивитела-Чези се предава на Аугусто Торлония, внук на големия брат Алесандро, Джулио Торлония. Като принц на Фучино го наследява законният му син Джулио Торлония (1847 – 1914), който става вторият принц ди Фучино.